# Acaena microphylia
Acaena microphylia är en rosväxtart. Acaena microphylia ingår i släktet taggpimpineller, och familjen rosväxter.

## Underarter
Arten delas in i följande underarter:
- A. m. obscurascens
- A. m. depressa
- A. m. robusta